# Стенрот, Отто
Отто Элиел Стенрот (фин. Otto Eliel Stenroth; 13 мая 1861, Саариярви, Великое княжество Финляндское — 16 декабря 1939, Хельсинки, Финляндия) — финский юрист, политик и банкир; с 27 мая 1918 по 27 ноября 1918 года — министр иностранных дел Финляндии.

## Биография
Родился 13 мая 1861 года в Саариярви, в Великом княжестве Финляндском.
С 1889 года работал в системе банка Kansallis-Osake-Pankki (KOP), а с 1893 по 1906 год был в нём заместителем генерального директора. С 1907 по 1908 год и с 1909 по 1918 год был управляющим директором банка Suomen Kiinteistöpanki.
С 1891 по 1900 год был членом Сейма Финляндии, а с 1908 по 1909 год — членом Парламента Финляндии от Младофинской партии. С 1911 по 1918 год был членом городского совета Хельсинки, а с 1915 по 1918 год — его вице-президентом.
С 1908 по 1909 год возглавлял Торгово-промышленную палату Сената в кабинете Хьелтана. С обретением Финляндией независимости, стал главой Министерства иностранных дел с 27 мая 1918 по 27 ноября 1918 год.
С 13 декабря 1918 по 20 января 1923 года был управляющим Банка Финляндии.
Умер 16 декабря 1939 года в Хельсинки.